# Pont du Gard
De Pont du Gard is een Romeins aquaduct dat later is uitgebreid tot brug. Het bouwwerk ligt bij het plaatsje Vers-Pont-du-Gard, in de buurt van Nimes. De toeristentrekker staat op de Werelderfgoedlijst van UNESCO, ze kreeg ook het keurmerk Grand Site de France van het Franse ministerie van Ecologische Transitie.

## Geschiedenis

Het aquaduct loopt van Uzès naar Nîmes

In de eerste eeuw na Chr. ontwierpen en bouwden de Romeinen een 50 kilometer lang aquaduct voor waterlevering aan Nemausus (het huidige Nîmes). De inlaat bevond zich op 71,5 meter hoogte aan de Source d'Eure-bron te Uzès, en het water arriveerde op 60 meter hoogte in Nemausus, meer bepaald in het castellum divisorium van de stad. Het gemiddelde verval bedroeg 23 centimeter per kilometer en het geheel was zo gebouwd dat het water vanzelf naar de stad stroomde.
Via de Pont du Gard passeerde de kunstmatige waterloop de rivier de Gardon. Het werk aan de Pont du Gard begon in 38 na Chr. en werd voltooid in 52 na Chr. Er werkten ongeveer 1000 arbeiders aan. Voor de bouw werd meer dan 50.000 ton kalksteen gebruikt, vaak in grote blokken, dat ter plaatse werd gewonnen bij het huidige Vers.
Het aquaduct had een capaciteit van 35.000 kubieke meter water per dag en voorzag de badhuizen, bronnen en fonteinen van Nemausus van water tot ongeveer de 3e eeuw na Chr.. Het grote aquaduct werd in de 6e eeuw na Chr. verlaten; het was toen in het La Lônegebied gedeeltelijk verwoest.

In de 18e eeuw is naast het onderste niveau van het aquaduct een brug aangelegd.

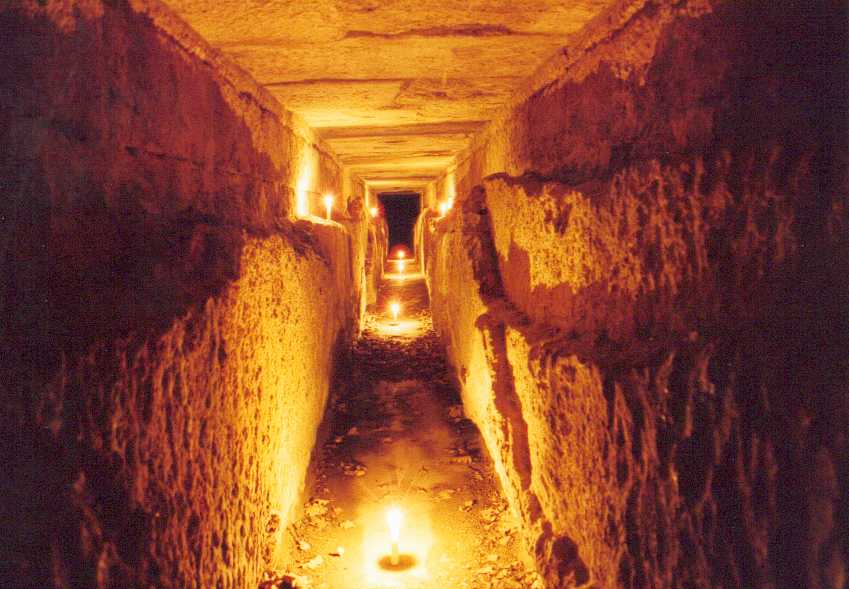
In de waterleiding
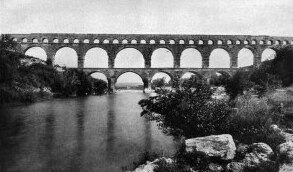
Het aquaduct in 1911

## Tentoonstelling
Bij de brug bevindt zich een expositie over de Romeinen in Nimes en het belang van het aquaduct. Er wordt ingegaan op het ontwerp en de aanleg. Pont du Gard is een van de Franse toeristische topattracties, gemiddeld komen er zo'n 800.000 bezoekers per jaar. 

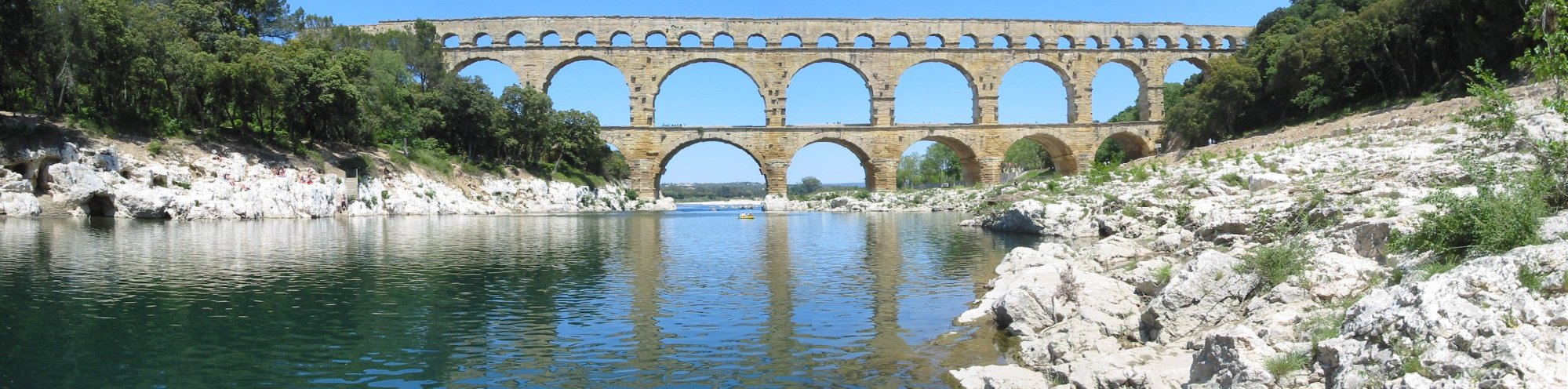
Panoramisch zicht

## Trivia
- In 2019 was de Pont du Gard de officiële startplaats van de zeventiende etappe van de Ronde van Frankrijk.

- Bibliothèque nationale de France: cb120410982 (data)
- Gemeinsame Normdatei: 4313599-7
- Système universitaire de documentation: 028610342
- Virtual International Authority File: 236953380
- WorldCat: E39PBJdWTDYPqGQYFbX3whhj4q

Mont-Saint-Michel en baai · Kathedraal van Chartres · Paleis en park van Versailles · Basiliek van Vézelay op de colline éternelle · Prehistorische locaties en beschilderde grotten in de Vézèrevallei · Paleis en park van Fontainebleau · Kathedraal van Amiens · Romeins theater en omgeving en de triomfboog van Orange · Arles, Romeinse en romaanse monumenten · Cisterciënzer Abdij van Fontenay · Zoutziederij Salins-les-Bains en Koninklijke zoutziederij Arc-et Senans · Place Stanislas, Place de la Carrière en Place d'Alliance in Nancy · Abdijkerk van Saint-Savin-sur-Gartempe · Golf van Porto: Calanches de Piana, Golf van Girolata, Natuurreservaat Scandola · Pont du Gard · Straatsburg: Grande-Île · Parijs: oevers van de Seine · Kathedraal Notre Dame, Abdij van Saint-Remi en Paleis van Tau in Reims · Kathedraal van Bourges · Historisch centrum van Avignon · Canal du Midi · Historische vestingstad Carcassonne · Nationaal park Pyrénées-Mont Perdu · Pelgrimsroutes in Frankrijk naar Santiago de Compostella · Historisch Lyon · Rechtsgebied van Saint-Émilion · Loiredal tussen Sully-sur-Loire en Chalonnes-sur-Loire · Provins, stad van middeleeuwse jaarmarkten · Le Havre, stad herbouwd door Auguste Perret · Belforten in België en Frankrijk · Bordeaux, Port de la Lune · Vestingwerken van Vauban · Lagunes van Nieuw-Caledonië: rifdiversiteit en ecosystemen · Bisschopsstad Albi · Pitons, cirques en "remparts" van het eiland Réunion · De Causses en de Cevennen, mediterraan agropastoraal cultuurlandschap · Prehistorische paalwoningen in de Alpen · Steenkoolbekken van Nord-Pas-de-Calais · Beschilderde grot van de Pont d'Arc, bekend als de Grotte Chauvet-Pont-d’Arc, Ardèche · De climats van de wijnstreek Bourgogne · Heuvels, huizen en wijnkelders van Champagne · Architecturaal werk van Le Corbusier · Taputapuātea · Tektonisch landschap Chaîne des Puys en Limagnebreuklijn · Franse Zuidelijke Gebieden en Zeeën · Historische kuuroorden van Europa (Vichy) · Vuurtoren van Cordouan · Nice, winterbadplaats aan de Rivièra  · Oude en voorhistorische beukenbossen van de Karpaten en andere regio's van Europa ·  Te Henua Enata - De Markiezeneilanden